# 江戸相撲天明3年3月場所
江戸相撲天明3年3月場所（えどすもうてんめい3ねん3がつばしょ）は、天明3年（1783年）3月に開催された江戸相撲（大相撲の前身）の本場所。興行場所は深川八幡神社。

## 幕内番付・星取表
| 東   | 東                  | 東               | 番付      | 西             | 西                  | 西   |
| 備考 | 成績                | 力士名           | 番付      | 力士名         | 成績                | 備考 |
| ---- | ------------------- | ---------------- | --------- | -------------- | ------------------- | ---- |
|      | 5勝1敗1分2預1休     | 鷲ヶ濱音右エ門   | 大関      | 谷風梶之助     | 5勝1無勝負4休       |      |
|      | 3勝3敗2分1無勝負1休 | 虹ヶ嶽杣右エ門   | 関脇      | 御所車今右エ門 | 3勝2敗2分3休        |      |
|      | 3勝1敗2分4休        | 渦ヶ淵勘太夫     | 小結      | 黒岩川右エ門   | 2勝3敗1預1無勝負3休 |      |
|      | 3勝2敗1分4休        | 苫ヶ嶋浦右エ門   | 前頭筆頭  | 宮城野錦之助   | 3勝2敗1分1無勝負3休 |      |
|      | 2勝2敗1無勝負5休    | 筆ノ海金右エ門   | 前頭2枚目 | 宮古川深蔵     | 4勝4敗1分1休        |      |
|      | 2勝3敗1分1無勝負3休 | 八ツヶ峰住右エ門 | 前頭3枚目 | 籬野雲右エ門   | 3勝4敗1分1預1休     |      |
|      | 5勝1預1無勝負3休    | 小野川喜三郎     | 前頭4枚目 | 三國山兵太夫   | 2勝1敗1分1無勝負4休 |      |

## 備考
- この時代の江戸相撲においては優勝力士という概念は存在していないが、後に定められた優勝制度を遡って準用することができる。本場所においては、谷風が優勝相当、小野川が優勝同点相当となる[注釈 1]。